# Écoute
écoute [eˈkut] (frz. „Höre zu“) ist ein französischsprachiges Magazin, das von ZEIT Sprachen in München herausgegeben wird. In écoute schreiben französische Autoren über Reiseziele, Kultur, Gastronomie, aber auch Geschichte, gesellschaftliche Entwicklungen und Politik in Frankreich. Vokabelerläuterungen und Grammatiktipps helfen deutschsprachigen Lernenden, ihre Sprachkenntnisse zu verbessern und gleichzeitig Frankreich und seinen Alltag besser zu verstehen. écoute gibt es als Printmagazin (14 Ausgaben jährlich), aber auch als eMagazine, in dem Lesen, Hören und Üben miteinander verbunden sind. Daneben sind die Audio-Inhalte sowie das Übungsheft écoute plus auch zusätzlich zum Printmagazin erhältlich. Ein kostenloser Newsletter ("Dix minutes en France"), der alle 14 Tage verschickt wird und Sprach-, Kultur- und Reisetipps enthält, rundet das Angebot ab. 

## Geschichte
Die erste Ausgabe erschien im November 1984, damals noch in schwarz-weiß. 1993 kam écoute audio, das auf einer MC (und später CD bzw. als Podcast)  neben Lesungen ausgewählter Texte aus dem Magazin zusätzliche Audiotexte bot, die im begleitenden Booklet nachzulesen waren. Inzwischen hat sich das Audio-Format vom Printprodukt emanzipiert und bietet ergänzende Interviews oder Audio-Features. Seit 2000 gibt es ecoute.de, seit 2004 écoute plus, ein zusätzliches Übungsheft.

## Auflage
Die Auflage wird seit dem ersten Quartal 2020 nicht mehr der IVW gemeldet. Im vierten Quartal 2019 lag die verkaufte Auflage bei 28.863 Exemplaren.
| 1998  | 1999  | 2000  | 2001  | 2002  | 2003  | 2004  | 2005  | 2006  | 2007  | 2008  | 2009  | 2010  | 2011  | 2012  | 2013  | 2014  | 2015  | 2016  | 2017  | 2018  | 2019  | 2020 | 2021 | 2022 | 2023 | 2024 |
| ----- | ----- | ----- | ----- | ----- | ----- | ----- | ----- | ----- | ----- | ----- | ----- | ----- | ----- | ----- | ----- | ----- | ----- | ----- | ----- | ----- | ----- | ---- | ---- | ---- | ---- | ---- |
| 38706 | 43567 | 42751 | 41537 | 44403 | 45151 | 48200 | 48772 | 48949 | 47950 | 43987 | 42305 | 40748 | 36857 | 35698 | 32821 | 31165 | 30823 | 27935 | 28601 | 30952 | 28863 |      |      |      |      |      |